# Sint-Eloois-Vijve
Sint-Eloois-Vijve (Frans: Vive-Saint-Éloi) is een dorp in de Belgische provincie West-Vlaanderen en is de kleinste deelgemeente van de Belgische stad Waregem. Het was een zelfstandige gemeente tot aan de gemeentelijke herindeling van 1977. Sint-Eloois-Vijve ligt langs de rivier de Leie. De dorpskern van Sint-Eloois-Vijve is door de aanleg van nieuwe woonwijken en bedrijventerreinen quasi een geheel gaan vormen met de stadskern van de hoofdgemeente Waregem. De plaats telt bijna 4.100 inwoners.

## Geschiedenis
In de Romeinse tijd lag de plaats op het kruispunt van de heirwegen Kassel-Tongeren en Bavay-Oudenburg. Enkele vondsten getuigen van bewoning uit die tijd. Ook in de middeleeuwen lag de plaats langs een belangrijke weg, halverwege tussen Gent en Rijsel. 
In 965 was er voor het eerst sprake van het riviertje Vijve, wat modderig betekent. In 1046 werd voor het eerst een heer vermeld, Lambertus de Vivia. Einde 10e eeuw zou er een grafelijke burcht zijn gebouwd en ook zou er toen een kerk zijn gesticht. In 1052 was er sprake van Villa Sancti Eligii. Zeker in 1171 was er al sprake van een zelfstandige parochie. In dat jaar werd het patronaatsrecht geschonken aan het Onze-Lieve-Vrouwekapittel van Doornik. In 1566 werd de kerk geteisterd door de beeldenstorm. Ook in 1580 waren er weer aanvallen van Gentse Calvinisten waarbij onder meer de kerk werd verwoest. Vanaf 1600 werd aan de herbouw gewerkt. In de loop van de 17e eeuw dienden zich echter nieuwe krijgsverrichtingen aan. In 1668 kwam Sint-Eloois-Vijve aan Frankrijk en 1672 kwam hier zelfs het hoofdkwartier van de Fransen, onder leiding van d'Humières, in hun strijd tegen de Republiek der Nederlanden, waar in 1678, door de Vrede van Nijmegen, een einde aan kwam. In 1683 vielen de Fransen opnieuw binnen. Ook in 1693 waren er Franse troepen gelegerd, nu onder leiding van de la Valette. Begin 18e eeuw was er de Spaanse Successieoorlog die voor onheil zorgde. Hierna vond er ontwikkeling plaats, zoals de aanleg van de steenweg van Kortrijk naar Gent (1716-1717). 
Hieraan ontstond een belangrijke paardenposterij. De brug over de Leie, welke in 1778 werd gebouwd, bevorderde verder de ontwikkeling van de kern. Door deze brug werd Sint-Eloois-Vijve met zijn tweelingdorp Sint-Baafs-Vijve, aan de overkant van de Leie, verbonden. In 1889 kreeg Sint-Eloois-Vijve een spoorwegstation. In 1891 vestigen zich Zusters van Liefde uit Heule in Sint-Eloois-Vijve om het onderwijs aan meisjes te verzorgen.
Einde 19e eeuw kwam de vlasnijverheid op en in 1892 werd de weverij Tissage Gustave Mahieu opgericht. Hij richtte in 1905 ook een linnenfabriek op waar, met behulp van het jacquardgetouw, beddenlakens, keukenhanddoeken en meubelstoffen werden geproduceerd. In 1904 kwam de eerste stoomvlaszwingelarij tot stand. In 1919 volgde de lompenfabriek Vangeluwe-Isenbaert, waar afval van weverijen en spinnerijen werd verwerkt. In 1920 kwam veevoederfabriek Eureka en in 1927 houtzagerij Impe die vanaf 1958 spaanplaat ging produceren.
Het dorp had te lijden van de Leieslag in 1940. In 1948 werd een bestaande weverij overgenomen door Georges Demiddel en vormde deze om tot een moderne, grote weverij voor bedrukte gordijn- en meubelstoffen. Verdere bedrijven volgen en zo raakte Sint-Eloois-Vijve steeds meer verstedelijkt en ingeklemd tussen de bebouwing van Zulte en Waregem.
1. ↑  Waregem telt 38929 inwoners, dat zijn er 422 meer dan vorig jaar.

## Demografische ontwikkeling
- Bronnen:NIS, Opm:1831 tot en met 1970=volkstellingen; 1976 = inwoneraantal op 31 december

## Bezienswaardigheden
- De Sint-Eligiuskerk
- Het Station Sint-Eloois-Vijve

## Natuur en landschap
Sint-Eloois-Vijve ligt in het gebied tussen Leie en Schelde, in de vallei van de Leie. De hoogte varieert van 9 tot 18 meter. Op het grondgebied ligt de Gaverbeek, die hier in de Leie uitmondt.
Door de sterke verstedelijking blijft er van het oorspronkelijke landschap weinig meer over.

## Politiek
Sint-Eloois-Vijve had een eigen gemeentebestuur en burgemeester tot de fusie van 1977. Burgemeesters waren:
- 1795-1830 : Jean-Baptiste Lefevere
- 1831-1836 : Francis Verbeke
- 1836-1854 : Petrus Verougstraete
- 1855-1861 : Ernest De Kerkhove
- 1862-1888 : Charles Louis Degraeve
- 1888-1890 : Evariste Biebuyck (burgemeester ad interim)
- 1891-1895 : Joseph Henri Damman
- 1896-1932 : Paul Boulez
- 1933-1946 : Gustave Mahieu junior
- 1947-1958 : Godfried Lambrecht
- 1959-1976 : Julien André Dejaeghere

## Geboren in Sint-Eloois-Vijve
- Emile Claus, schilder
- Remi Baert (1903-1965), diplomaat
- Aloïs Biebuyck (1860-1944), luitenant-generaal

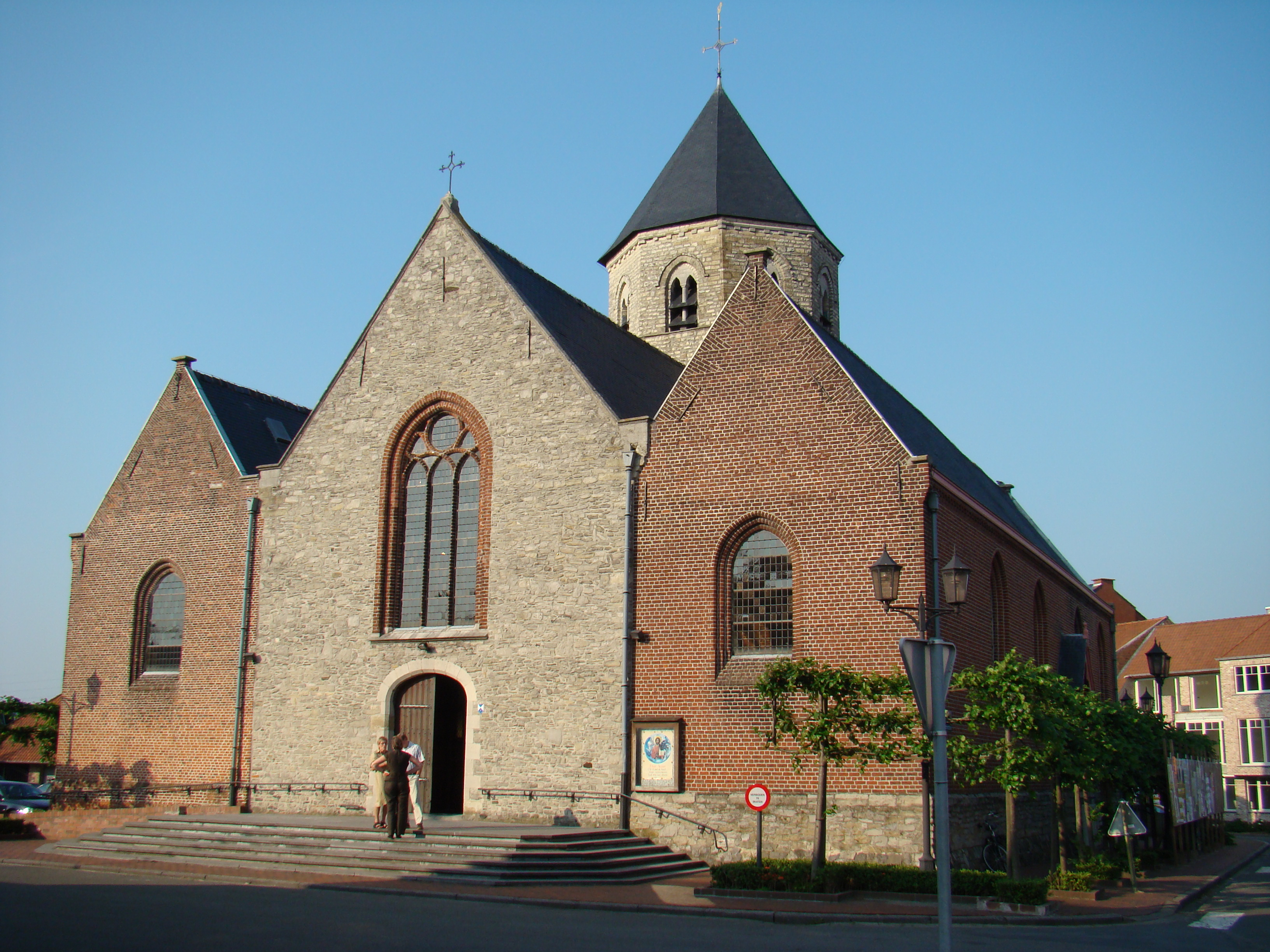
Sint-Eligiuskerk
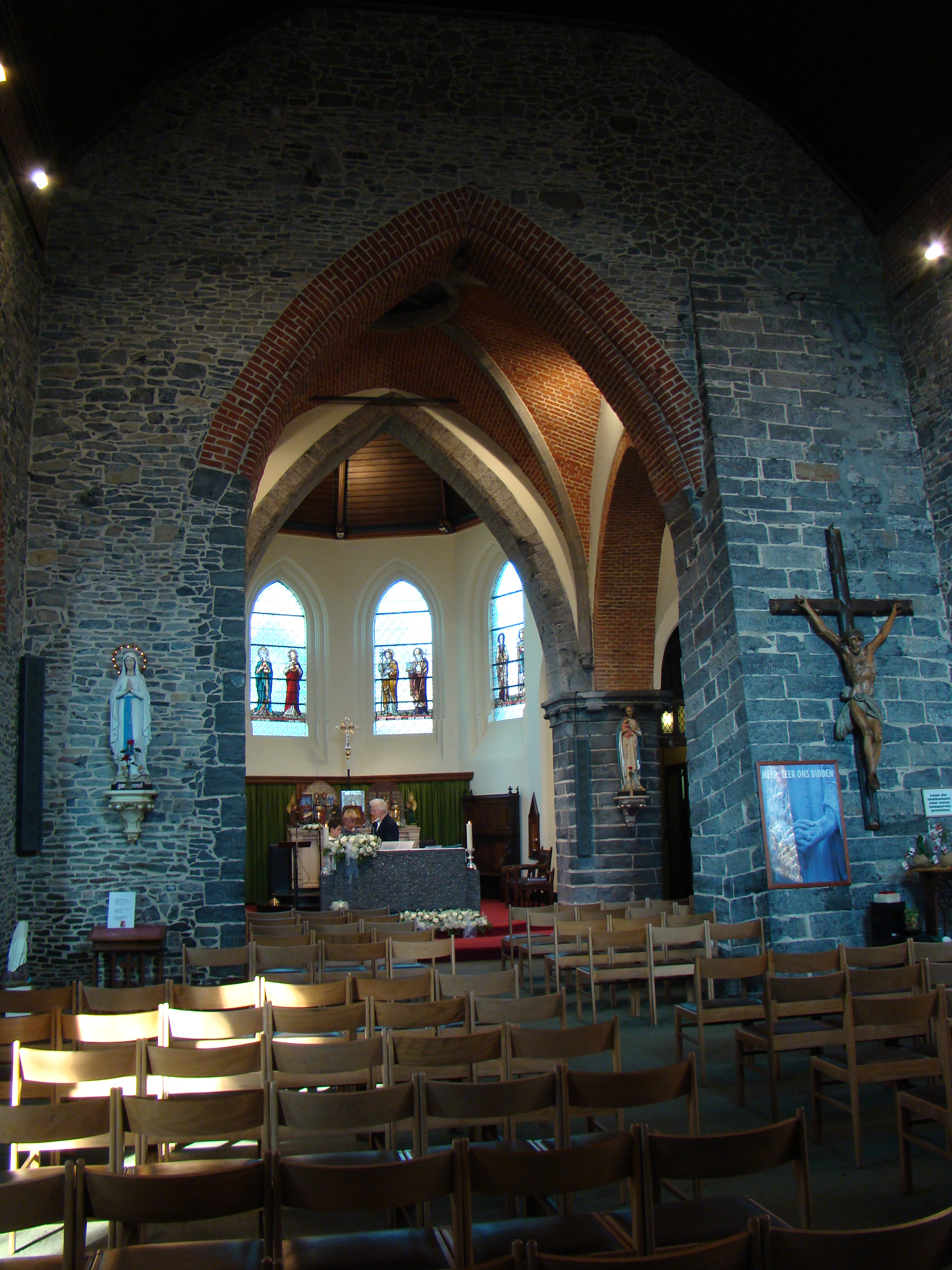
Sint-Eligiuskerk
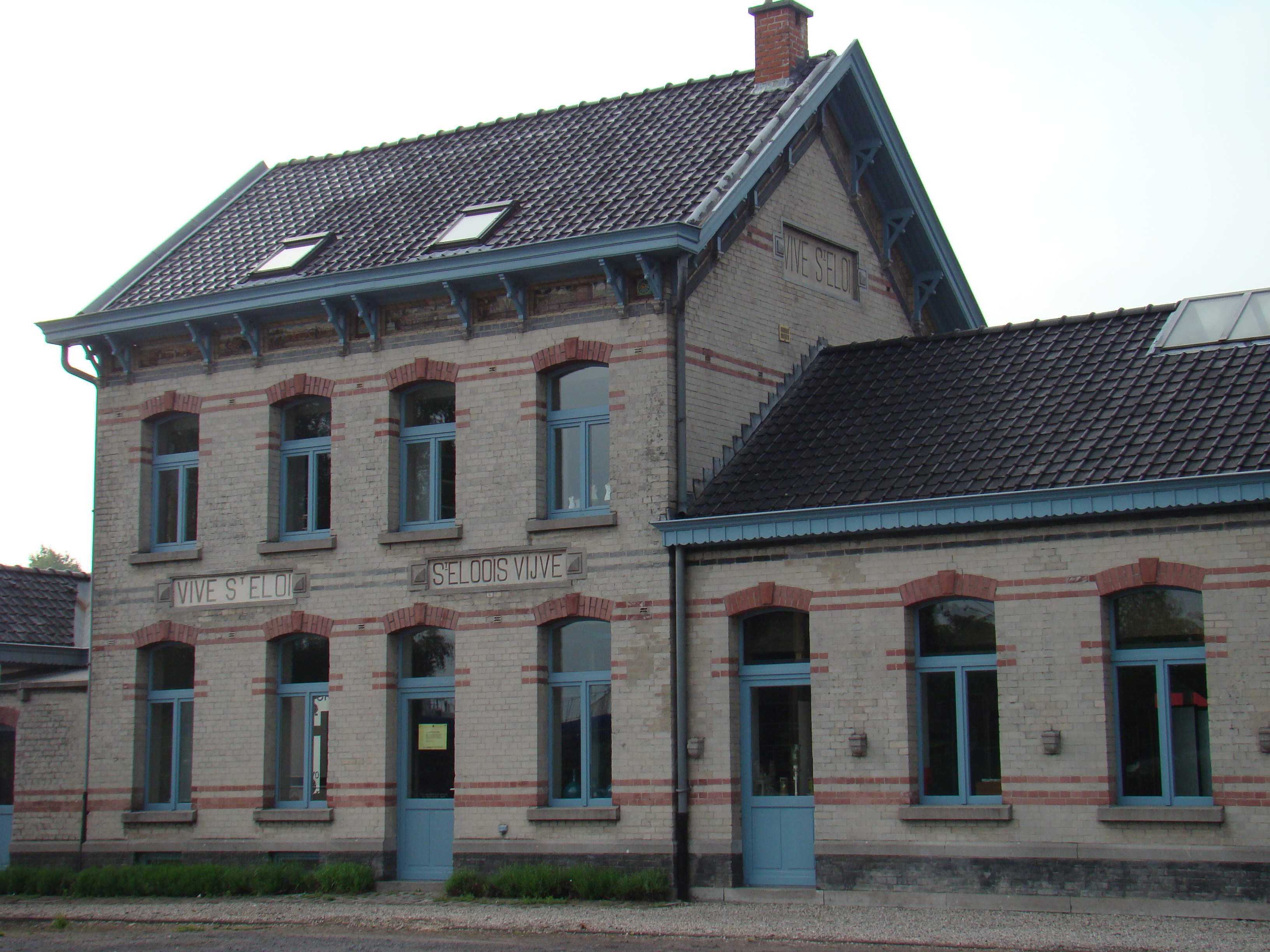
Voormalig treinstation met opschrift Vive St Eloi
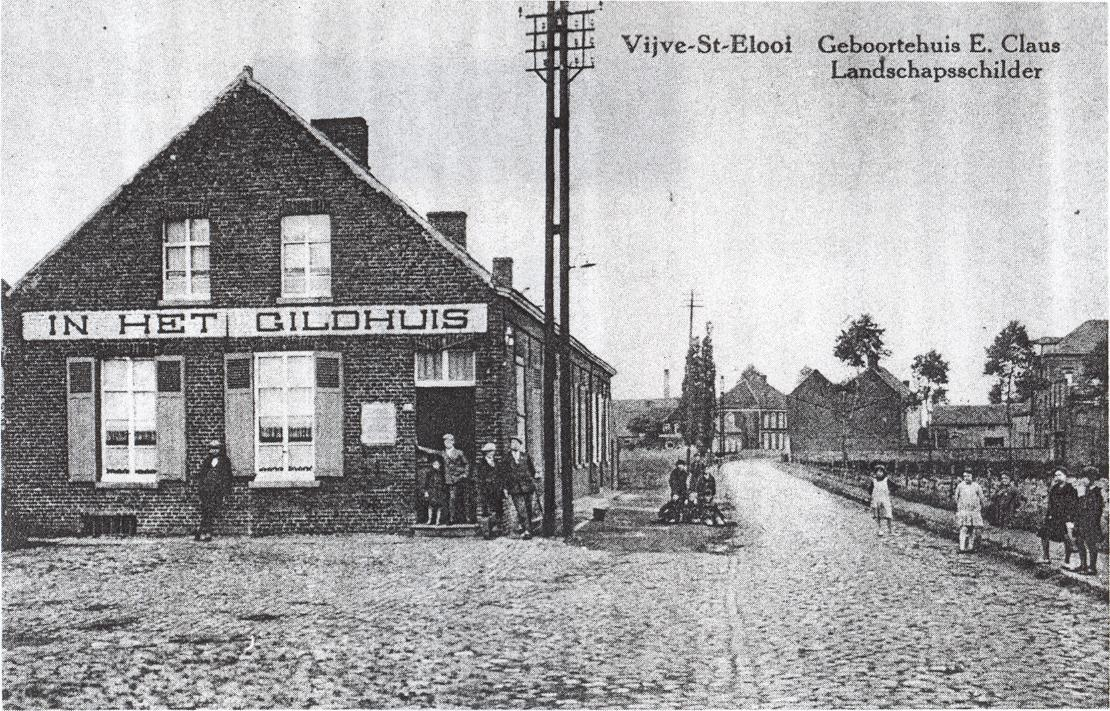
Geboortehuis van Emile Claus

## Nabijgelegen kernen
Waregem, Desselgem, Zulte, Sint-Baafs-Vijve
Deelgemeenten: Beveren · Desselgem · Sint-Eloois-Vijve · Waregem

Overige plaatsen: Biest · Gaverke · Nieuwenhove

Belgische gemeenten · Arrondissement Kortrijk · West-Vlaanderen · Vlaanderen